# بایوگناست
بایوگناست (انگلیسی: BioGnost) شرکت داروسازی کروات است، که در سال ۱۹۹۰ تأسیس شد.